# گودال‌خانه

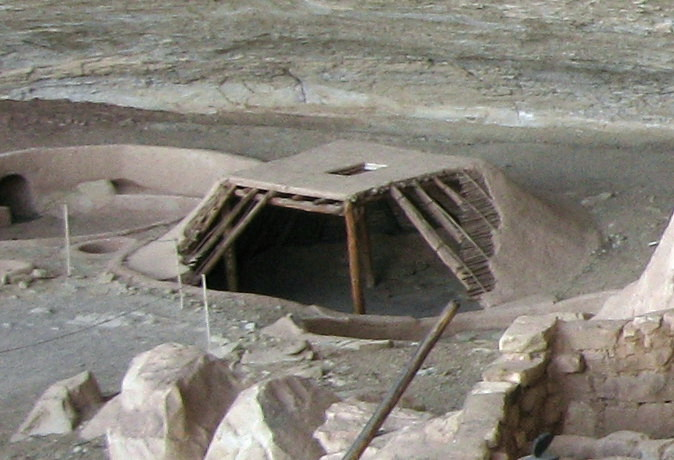
بازسازی یک گودال‌خانه باستانی سرخ‌پوستان در پارک ملی میزا ورده آمریکا.

گودال‌خانه در باستان‌شناسی به گودالی در زمین گفته می‌شود که مردم روی آن را با تیرهای چوبی و شاخ‌وبرگ درخت و دیگر مواد می‌پوشاندند و به‌طور موقت در آن زندگی می‌کردند. فرهنگستان زبان فارسی برای این گونه از خانه‌ها «خان‌چال» را نیز پیشنهاد کرده است.
در دوران پیش از تاریخ، از خان‌چال‌ها احتمالاً به عنوان مکانی برای گرد هم آمدن، رقصیدن، جشن و پایکوبی، داستان‌گویی یا به عنوان انبار آذوقه استفاده می‌شده‌است.
ساخت گودال‌خانه‌ها در میان مردمان گوناگون باستانی رواج داشته‌است از جمله: سرخ‌پوستان جنوب خاوری ایالات متحده هم‌چون آناسازی‌ها، فرهنگ‌های باستانی فرمونت و موگولون، مردم چروکی، اینویت (اسکیمو)، مردم فلات آمریکای شمالی و باشندگان باستانی وایومینگ، جیسکایروموکو در آمریکای جنوبی، انگلوساکسون‌های اروپا و مردم جومون در ژاپن.